# Virgen de la Fuencisla
La Virgen de la Fuencisla o Nuestra Señora de la Fuencisla es una advocación de la Virgen María venerada en la ciudad castellana de Segovia, de la que es patrona.  La Virgen de la Fuencisla  es a la vez, patrona de la Comunidad de la Ciudad y Tierra de Segovia. Su fiesta tiene lugar el día 25 de septiembre, centrándose los actos en la Catedral de Santa María de Segovia donde se celebra una novena en su honor ocupando el espacio central del retablo mayor de la Catedral. Al finalizar la novena la imagen es trasladada de nuevo al Santuario de Nuestra Señora de la Fuencisla, previa despedida del Obispo de Segovia y del pueblo segoviano a los pies del Acueducto de Segovia.

## Historia
La leyenda surgida en torno a la imagen sostiene que fue traída a la ciudad en el año 71 por San Jeroteo, primer obispo de su diócesis, cuya escultura había sido realizada por San Lucas. Ocultada durante la ocupación musulmana, fue hallada por casualidad muy cerca del Santuario de la Fuencisla por una judía de la ciudad, restableciendo su veneración. El nombre “Fuencisla” es muy típico de Segovia y deriva del latín “fons stillians o fuente que mana”.
Fue coronada canónicamente el 24 de septiembre de 1916 por el Obispo de Segovia, Remigio Gandásegui y Gorrochátegui, y se le impuso la Medalla de Oro de la provincia de Segovia en 1957.
Durante la Dictadura franquista, el 1 de junio de 1942 la virgen fue nombrada Capitán general por su "participación" en la defensa de Segovia durante la fallida ofensiva que lanzó el Ejército republicano, en el contexto de la Guerra Civil. Según el historiador Hugh Thomas, cuando el líder alemán Adolf Hitler se enteró de este hecho, reaccionó airadamente y afirmó que nunca visitaría España.

## Otras imágenes de la Fuencisla
Además de la que se venera en su santuario, se conserva un lienzo del siglo XVIII en el Museo Nacional de Arte de Bolivia, ubicado en la ciudad de La Paz.

## Fiesta, 25 de septiembre
El día de la mayor celebración es el último domingo del mes. Dos jueves antes la Virgen sube desde su santuario en la alameda de la Fuencisla a la Catedral para empezar la novena. Durante los nueve días siguientes se celebra la novena en la Catedral, en la que se canta el himno de la Fuencisla, y el último domingo del mes la Virgen vuelve a su santuario. Puesto que la Virgen tiene los honores de capitán general  (lo cual viene indicado por el bastón de mando y el fajín que tiene a sus pies) desde 1942, en sus viajes entre el santuario y la Catedral va acompañada por los cadetes de la Academia de Artillería y por la banda de música. El día que vuelve al santuario va acompañada por los cadetes hasta la plaza del Azoguejo, donde se canta una salve. Hasta hace unos años había exhibiciones de jotas castellanas en la alameda de la Fuencisla a la llegada de la Virgen; últimamente las jotas se bailan en el propio Azoguejo y a la llegada al santuario atraviesa un arco de flores y personas ataviadas de traje típico regional.
HIMNO DE LA VIRGEN DE LA FUENCISLA:
Virgen bendita de nuestra Tierra,
Madre adorada de la Fuencisla, 
fuente que mana vida y dulzura, Santa María, Santa María.
Danos el agua de tus raudales,
la miel sin mezcla de tus panales,
danos tu amor.
Junto a las rocas que alzan tu nido,
un pueblo entero de amor transido,
vibra en tu honor.
Por Ti sus almas miran al cielo,
y brota en ellos el santo anhelo,
del sumo Bien.
Por Ti segovia vive y confía.
reza y espera, 
ama y ansía.
Por Ti es lo que es.
Los segovianos,
que tanto te aman,
Patrona excelesa reina te aclaman,
Madre de Dios.
Ante tu trono caen de hinojos,
vuelve hacia ellos tu dulce Rostro,
protégelos...
Virgen bendita de nuestra Tierra,
Madre adorada de la Fuencisla, 
fuente que mana vida y dulzura, Santa María, Santa María.